# Nadra
Nadra Amine Moustapha (en arabe : نادرة أمين مصطفى), plus connue sous le nom de Nadra (née le 17 juillet 1906 au Caire en Égypte, et morte le 24 juillet 1990), est une chanteuse et actrice égyptienne.
Elle fut une des vedettes de la chanson égyptienne de la première moitié du XXe siècle. 

## Biographie
Nadra naît dans le quartier de Abdeen en plein centre du Caire d'un père égyptien originaire de Rosette et d'une mère libanaise. Sa mère meurt lorsqu'elle a deux ans, son père partant alors pour l'Amérique et laissant la tante et la grand-mère de Nadra s'occuper d'elle.
Elle commence le chant étant enfant à l'école primaire (d'abord en privé dans les fêtes de famille). Elle fait la rencontre du violoniste Sami Al Shawa qui l'encourage à continuer dans la voie de la chanson, et se met à étudier le oud ainsi que la poésie arabo-andalouse.
Le célèbre compositeur Mahmoud Al Sharif a composé une seule chanson pour elle. Une de ses chansons les plus célèbres est une chanson religieuse qui passait beaucoup à la radio de son temps, « Ya Rabbi hayiy lana min amrina rashada ».
En 1932, elle joue dans le premier film parlant égyptien, La Chanson du cœur.

## Filmographie
- 1932 : La Chanson du cœur[4] de Mario Volpe
- 1935 : Shabah el madi[5] d'Ibrahim Lama
- 1936 : Inshudat el radio[6] de Stelio Chiarini